# Eriopyga cynica
Eriopyga cynica là một loài bướm đêm trong họ Noctuidae.